# Buenos Aires plateada
Buenos Aires plateada es una película de Argentina filmada en blanco y negro dirigida por Luis Barone sobre su propio guion que se estrenó el 5 de octubre de 2000 y que tuvo como actores principales a   Luis Luque, Rubén Stella, Norberto Díaz y Alejandro Awada.

## Sinopsis
Un director de televisión busca el apoyo de dos viejos compañeros en la guerrilla, incorporados ahora, como él, al establishment para poner en el aire el programa piloto de una serie televisiva basada en su propia historia, pero ellos, que ocupan cargos importantes en los medios y el gobierno, tienen ahora otros compromisos.

## Reparto
- Luis Luque
- Rubén Stella
- Norberto Díaz
- Alejandro Awada
- Manuel Callau
- Carlos Perciavalle
- Mausi Martínez
- Ricardo Merkin
- Luis Ziembrowski
- Fabiana García Lago
- Fernando Siro

## Comentarios
Máximo Eseverri escribió en primerplano.com:

«…a pesar de repetir uno por uno tantos vicios consabidos y esperables, no deja de resultar fresca, innovadora y descontracturada. Los caminos que confluyeron en su concreción no son convencionales, y eso parece haber inyectado vida a la realidad y a la ficción de sus personajes y hacedores.»

Quintín en El Amante del Cine dijo:

«Barone es tan recalcitrante como lúcido. Es capaz de analizar con absoluta frialdad las lacras de una generación que es la suya, de un entorno que es el propio, y de ser implacable con sus criaturas. Pero, al mismo tiempo, tiene la audacia de no correrse un centímetro de su universo, de no pedir disculpas y de tratar la condena existencial de sus personajes como un mundo válido.»

Pedro B. Rey en La Nación opinó:

«A pesar de su dinámica cinematográfica, no puede dejar de caer en cierta tendencia discursiva, casi teatral, ya la trama argumental, un juego de cajas chinas por partida doble, tiene mucho de amalgama confusa. Sin embargo, es también uno de los primeros films que se propone bucear en la reconversión de muchos utópicos de décadas atrás.»